# Borovice těžká
Borovice těžká (Pinus ponderosa), též známá jako borovice žlutá je jedna z nejrozšířenějších a hospodářsky nejvýznamnějších severoamerických borovic. Patří mezi tříjehličné druhy a mezi borovicemi dosahuje největších rozměrů: až 80 m výšky a téměř 3 m v průměru. Občas je možné se s ní setkat i v Česku v parkových a zahradních výsadbách, zřídka i v lesních porostech. Její dříve užívané české druhové jméno „žlutá“ vzniklo překladem amerického jména (Yellow Pine), které je patrně odvozeno od barvy letorostů.

## Synonyma
- Pinus resinosa Torrey, 1828
- Pinus brachyptera Engelmann, 1848
- borovice žlutá

## Taxonomické členění
Rozlišují se dvě subspecie (poddruhy):
- Pinus ponderosa subsp. ponderosa – jehlice obvykle pouze po třech ve svazku nebo s ojediněle vtroušenými dvoučetnými svazky. Vyskytuje se v západní části areálu druhu, tj. především Sierra Nevada, Coast Ranges a Kaskádové pohoří; dále od jihu Kalifornie po jih Britské Kolumbie, na východě Montany.

- Pinus ponderosa subsp. scopulorum (Engelm.) E. Murray, 1982 – jehlice po dvou až třech ve svazku s podílem cca 1/5 dvoučetných svazků (u starších stromů nižší). Vyskytuje se ve východní části areálu druhu, především v Skalistých horách: od Sierra del Carmen u hranic USA po střed státu Montana, na západě k východnímu okraji Velké pánve (Nevada).

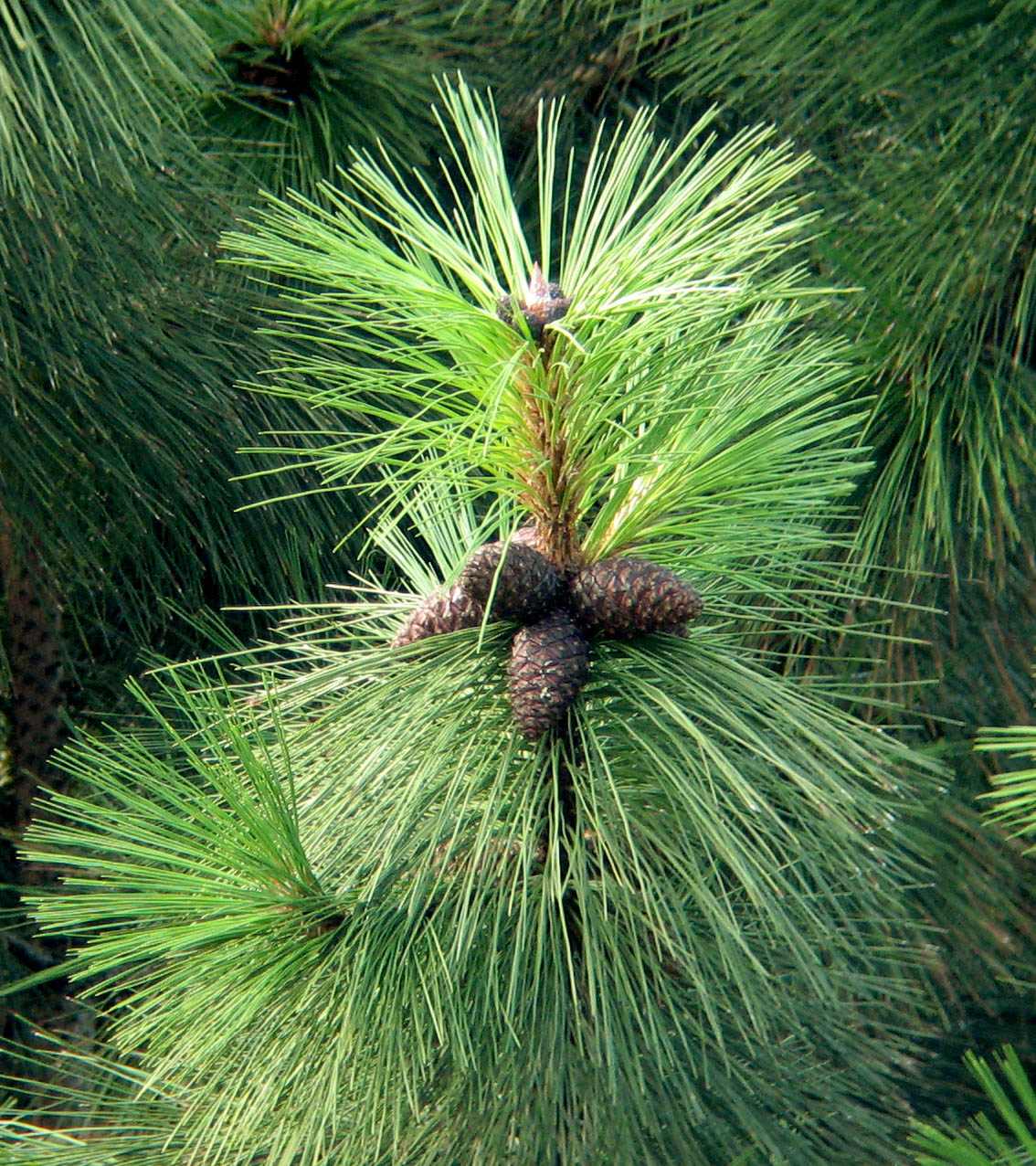
Pohled na plodnou větev Pinus ponderosa subsp. ponderosa

## Vzhled
Borovice těžká je 60 (někdy až 80) m vysoký strom, jehož kmen má i dva nebo tři metry v průměru. Silné, trochu převislé větve tvoří úzkou hustou kuželovitou korunu. Strom vytváří mohutný kořenový systém s hluboko jdoucím hlavním (kůlovým) kořenem. Letorosty jsou žlutohnědé. Pupeny válcovité, pryskyřičnaté. Jehlice po třech (řidčeji po třech až čtyřech) jsou tuhé, 12–26 cm dlouhé, vzpřímené, zahnuté, světle až tmavě zelené.
Z nepůvodních jehličin běžně pěstovaných v Česku má borovice těžká nejdelší jehlice.
Šišky jsou 5–15 cm dlouhé, přisedlé, jednotlivě nebo 2–3 v přeslenu, osten umba (pupku) přímý nebo zahnutý mírně zpět. Otevírají se po dozrání (na podzim) a po opadu zanechávají několik šupin na větvi. Opadané šišky jsou proto nezaměnitelné, u báze po chybějících šupinách v šišce vzniká jakýsi vějíř zbývajících šupin, připomínající částečně rozkvetlý květ. Semena jsou tmavě hnědá, nepřeléhavá, s křídlem dlouhým 2–3 cm.

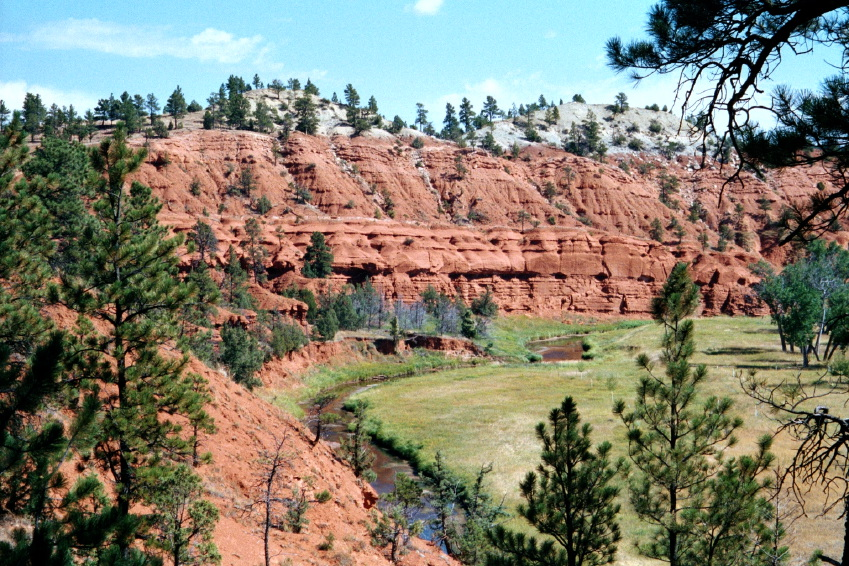
P. ponderosa subsp. scopulorum v oblasti svého přirozeného výskytu

## Ekologie
Vyskytuje se na nejrůznějších půdách od pahorkatin po vysoké hory (3200 m n. m.), a to především v sušších oblastech. Je výrazně geograficky variabilní, výrazně světlomilná a mrazuvzdorná. (Jižní provenience v Česku však omrzají.) Dosahuje úctyhodného stáří 300–500 let. Tvoří mezidruhové hybridy s borovicí arizonskou (viz Arboretum Sofronka).

## Využití
Na severoamerickém kontinentu je důležitým zdrojem dřeva a patří mezi pět hospodářsky nejvýznamnějších druhů borovice.
V Česku je vhodným krajinářským prvkem lesoparků a parků.